# Don Erre que erre
Don Erre que erre es una película española dirigida por José Luis Sáenz de Heredia y estrenada el 21 de septiembre de 1970.

## Argumento
Don Rodrigo Quesada (Paco Martínez Soria) es un hombre conocido en el barrio por su contumacia y terquedad. Es una persona de ideas fijas que no para hasta conseguir todo aquello que se propone. Un día se acerca a las oficinas del Banco Universal pero se produce un atraco y las 257 pesetas que don Rodrigo estaba retirando en ese momento son robadas. El todopoderoso Banco se niega a devolverle a don Rodrigo esa pequeña cantidad de dinero, pero este no parará hasta conseguirlo. Como tampoco parará hasta conseguir que su mujer doña Luisa (Mari Carmen Prendes) quede de nuevo embarazada, a pesar de la edad de ambos y que su única hija Marisa (Josele Román) siente por fin la cabeza y abandone su idea de tomar los hábitos.